# Cité-jardin de Beaublanc

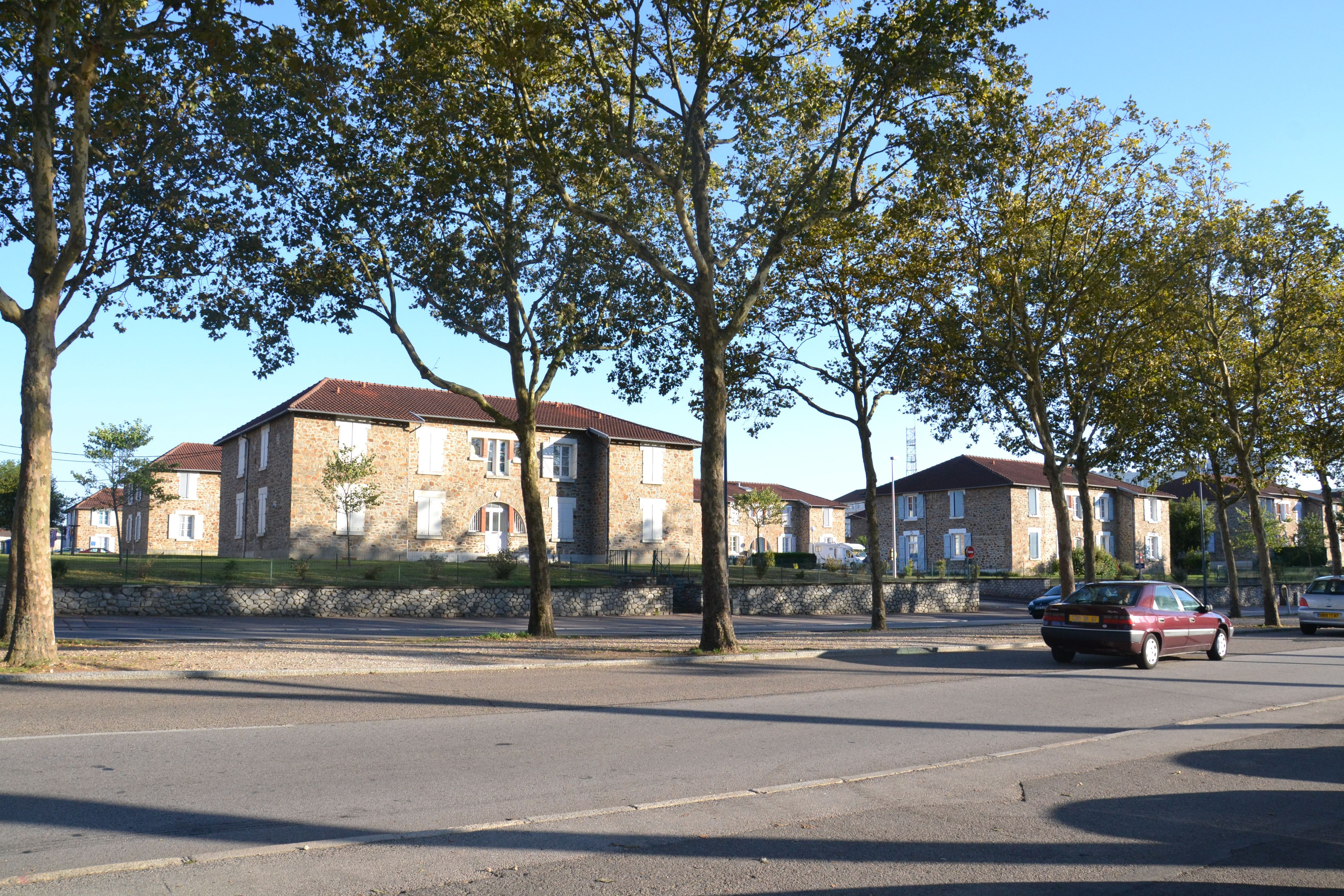
Vue de la cité depuis le boulevard de Beaublanc.

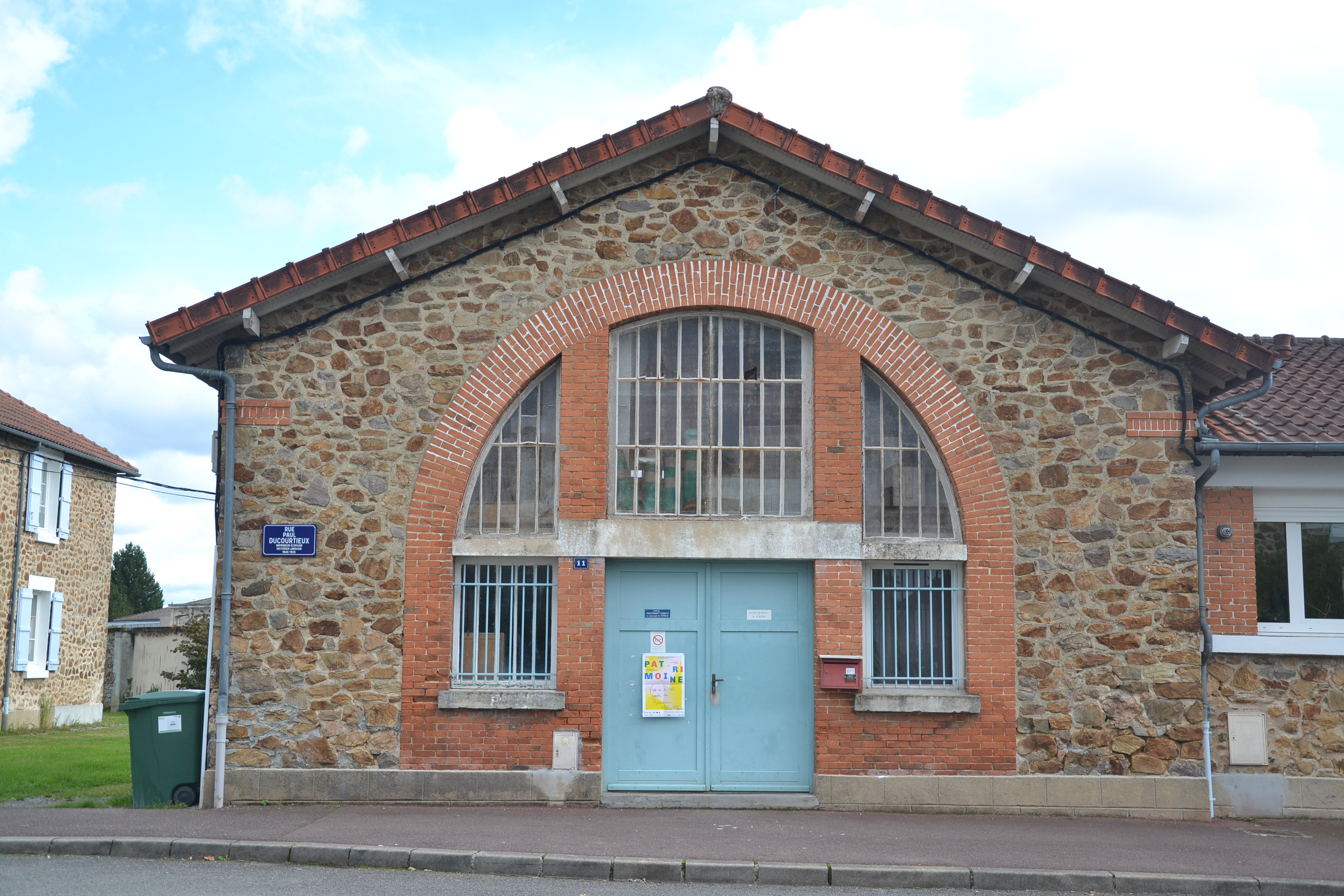
Les bains-douches.

La cité de Beaublanc est une cité ouvrière située à Limoges, dans le département français de la Haute-Vienne. Construite entre 1921 et 1923 par Roger Gonthier, et ouverte en 1924, elle se compose de 202 logements de deux à quatre pièces répartis dans une vingtaine de pavillons habillés de pierre de taille, entourés de grandes parcelles enherbées et disposant d'équipements collectifs (lavoirs et bains-douches). Elle répond aux principes de la cité-jardin. Elle fait face au stade municipal de Beaublanc stade de Union sportive athlétique de Limoges puis du Palais des sports de Beaublanc complexe sportif ou évolue le Limoges CSP et le Limoges Handball depuis 2020.
Quelques années avant l'édification de la Cité des Coutures, il s'agit de la première réalisation de l'Office d'habitations à bon marché de Limoges, créé après la Première Guerre mondiale et dirigé par le maire socialiste Léon Betoulle, et le conseiller municipal Victor Thuillat (1874-1936) pionnier du logement social à Limoges. Se premier projet de cité-jardin achevé à Limoges. L'ouverture de la cité suscite un engouement de la population ouvrière, si bien qu'un tirage au sort est nécessaire pour désigner les nouveaux occupants.
La cité fait l'objet d'un projet de labellisation « Patrimoine du XXe siècle ».